# サルウィン川

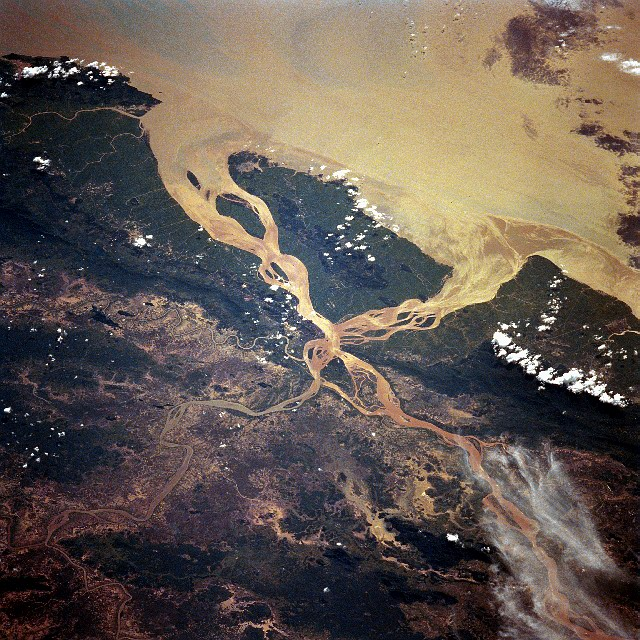
サルウィン川デルタ域（1994年10月）

サルウィン川（ビルマ語: သံလွင်မြစ်、ALA-LC翻字法: Saṃ lvaṅʻ mracʻ、IPA: [t̪œ̀nlwɪ̀m mjɪʔ] タンルウィン・ミッ; タイ語: แม่น้ำสาละวิน; モン語：သာန်လာန်; san lon; チベット語: རྒྱལ་མོ་རྔུལ་ཆུ།; ワイリー方式：rgyal mo rngul chu; 蔵文拼音：Gyalmo Ngulchu; 中国語: 怒江）は、チベットを源流とし、中国雲南省を流れ、ミャンマー北東部のシャン台地にあるカヤー州・カレン州を南下してアンダマン海北端部のマルタバン湾へと注ぐ国際河川である。一部ミャンマーとタイの国境を成す。長さは2815 kmにおよぶ。

## 特性と流域
水源は中華人民共和国チベット自治区アムド県のタンラ山脈にあり、長江の水源地の各拉丹冬山とは同じ区域にある。2009年に一帯は中華人民共和国国家級風景名勝区に認定された。
流域に山脈や高原が目立つサルウィン川には急流が多く、しばしばこの流域は “中国のグランドキャニオン”、“アジアの大地溝帯” などと呼ばれ、河口から119 kmの地点までしか船が入れない。そのため経済的には流域の殆どの地域で役に立っておらず、ミャンマーの一部地域で木材の搬出に利用されている程度である。
その一方、流域には7千種を超える植物と、80種の希少種および絶滅危惧種の動物と魚が暮らす。ユネスコはサルウィン川の流域を「世界で最も多様性に富む温帯の生態系かもしれない」とし、2003年に、上流域を世界遺産に登録した。（→三江併流）
ヌー族（怒族）は中華人民共和国が公的に認知している56の少数民族の1つで、この民族名はこの川の中国語名である怒江から名付けられた。

## 問題点
サルウィン川はダムが作られていない川としては東南アジアで最も長い河川である。しかし21世紀初頭において、主にミャンマー領内で幾つかのダムが提案されており議論を呼んでいる。
2004年2月に、中国の温家宝首相が雲南省に13のダムを作る計画の一時停止を命じた。
一方でタイとミャンマーの政府は幾つかのダム建設を計画している。そのうち1つは多くの問題を起こしている三峡ダムより大きいと言われている。2006年4月に、タイとミャンマーは60億米ドルをタサン付近に建設を計画しているタサンダムに投じるよう協定を結んだ。
両国はカレン州のハッジーにもハッジーダムを計画し、2006年5月に実現の可能性を調べるために測量を開始したものの、ミャンマーが流域に住むカレン族を軍事攻撃したため中止された。ダムの主たる建設者であるタイ発電公社は2007年9月に測量を再開したが、武装勢力の攻撃により測量技師が死亡し、再延期された。元々の工期では2007年11月着工し、2013年完工を目標としていたものの、遅れは避けられない状況である。

## 支流
- モエイ川

## 主な橋
- タンルウィン橋 - ミャンマー・モン州のモッタマとモーラミャインを結ぶ鉄道道路併用橋である。